# 源大輝
源 大輝（みなもと たいき、1991年1月13日 - ）は、日本の元プロボクサー。大分県別府市出身。第63代日本フェザー級王者。ワタナベボクシングジム所属。

## 来歴
18歳で単身上京してワタナベボクシングジムに入門した。
2011年1月27日、後楽園ホールで橋本雅功とスーパーバンタム級4回戦を戦い、1回0分45秒KO勝ちを収めデビュー戦を白星で飾り、次の試合も1回KO勝ちを収めた。
2011年6月6日、後楽園ホールで開催された「ザ・カンムリワシファイトvol.38」にて原有吉とスーパーバンタム級4回戦を戦い、3回1分19秒TKO勝ちを収めた、同年8月2日、後楽園ホールで開催された「第68回東日本新人王予戦」にて在塚太一郎とスーパーバンタム級4回戦を戦い、4回3-0（39-36、38-36×2）の判定勝ちを収め。
2011年9月28日、後楽園ホールで岩﨑悠輝とスーパーバンタム級4回戦を戦い、1回1分41秒KO負けを喫し、初黒星となった。
2012年2月10日、後楽園ホールで若松竜太とスーパーバンタム級6回戦を戦い、3回2分32秒TKO勝ちを収めた。
2012年6月22日、後楽園ホールで開催された「チャレンジスピリットシリーズ」にて篠原武大とスーパーバンタム級6回戦を戦い、4回2分59秒TKO勝ちを収め、次の試合もTKO勝ちを収めて、3試合連続でTKO勝ちを収めた。
2013年2月27日、川崎市とどろきアリーナで片桐秋彦とフェザー級8回戦を戦い、5回1分54秒TKO負けを喫し、次の伊藤雅雪戦も判定負けを喫した。
2013年12月7日、神戸サンボーホールでスーパーバンタム級8回戦を戦い、8回1分26秒KO勝ちを収め、次の試合は6回TKO勝ちを収めた。
2014年8月11日、後楽園ホールで開催された「ダイヤモンドグローブ/DANGAN110」にて久永志則とスーパーバンタム級8回戦を戦い、8回0-3（76-77、75-77×2）の判定負けを喫した。
そして半年ぶりの再起戦は8回TKO勝ちを収め、2015年9月30日、後楽園ホールで王者小國以載と日本スーパーバンタム級タイトルマッチを行い、10回0-3（93-98、93-97×2）の判定負けを喫して日本王座獲得に失敗した。
2016年3月17日、後楽園ホールで開催された「ファイティングビー16」にて玉川裕大と57.5キロ契約8回戦を戦い、5回0分36秒TKO勝ちを収め、同年8月7日には天満橋エルシアターで開催された「第57回CHAMPION'S ROAD」にて加治木了太とフェザー級8回戦を戦い、8回3-0（79-74、78-74、78-75）の判定勝ちを収めた。
2017年2月28日、後楽園ホールでエークサクダー・モークルンテープトンブリー（タイ）と58キロ契約8回戦を戦い、2回2分16秒TKO勝ちを収め、同年10月21日、後楽園ホールで開催された「日本タイトル最強挑戦者決定戦」にて岩井大とフェザー級8回戦を戦い、8回3-0（78-75、77-75、77-76）の判定勝ちを収めて日本タイトルへの挑戦権を獲得した。
2018年4月7日、後楽園ホールで開催された「第572回ダイナミックグローブ」にて日本王者大橋健典と日本フェザー級タイトルマッチを行い、7回1分12秒TKO勝ちを収めて日本王座獲得に成功した。なおこの日は母親の一周忌だった。翌月9日には東日本ボクシング協会の4月の月間MVPに選ばれた
2018年8月9日、後楽園ホールで開催された「ダイヤモンドグローブ」にて日本ランク3位大坪タツヤと日本フェザー級タイトルマッチを行い、9回2分24秒TKO勝ちを収めて日本王座初防衛に成功した
2019年5月1日、後楽園ホールで行われた「DANGAN223」で阿部麗也と対戦し、10回1-1（94-95、94-94×2）で引き分けとなるが2度目の防衛に成功した。
2019年6月21日付けで、日本フェザー級王座を返上した。
2019年11月9日、後楽園ホールで日本スーパーフェザー級王座挑戦者決定戦として、元WBOアジアパシフィック同級王者で、日本同級2位の渡邉卓也と対戦するも、8回0-3で判定負けを喫し、挑戦権を獲得することは出来なかった。
2020年10月8日、後楽園ホールで日本スーパーフェザー級4位の中川兼玄と対戦し、8回0-3（73-79、74-78×2）で判定負けを喫し、連敗となった。
2022年7月20日、後楽園ホールで元WBA世界スーパーフェザー級スーパー王者の内山高志とヘッドギアなしの2分3ラウンドの引退スパーリングを行い現役を引退した。

## 人物
- 実家は飲食店を経営している[33]。
- 趣味はトランペット、サイクリング、盆栽。
- 好きなボクサーはナジーム・ハメド。

## 獲得タイトル
- 第63代日本フェザー級王座（防衛2=返上）

## 戦績
- プロ - 25戦17勝7敗1分（13KO）

| 戦           | 日付           | 勝敗 | 時間    | 内容    | 対戦相手                                   | 国籍 | 備考                                   |
| ------------ | -------------- | ---- | ------- | ------- | ------------------------------------------ | ---- | -------------------------------------- |
| 1            | 2011年1月27日  | ☆    | 1R 0:45 | KO      | 橋本雅功(東拳)                             | 日本 | プロデビュー戦                         |
| 2            | 2011年4月15日  | ☆    | 1R 0:42 | KO      | 三輪広志（元気）                           | 日本 |                                        |
| 3            | 2011年6月6日   | ☆    | 3R 1:19 | TKO     | 原有吉（白井・具志堅スポーツ）             | 日本 |                                        |
| 4            | 2011年8月2日   | ☆    | 4R      | 判定3-0 | 在塚太一郎(伴流)                           | 日本 |                                        |
| 5            | 2011年9月28日  | ★    | 1R 1:41 | KO      | 岩﨑悠輝（新開）                           | 日本 |                                        |
| 6            | 2012年2月10日  | ☆    | 3R 2:32 | KO      | 若松竜太(勝又)                             | 日本 |                                        |
| 7            | 2012年6月22日  | ☆    | 4R 2:59 | TKO     | 篠原武大 (全日本パブリック)                | 日本 |                                        |
| 8            | 2012年12月18日 | ☆    | 6R 0:26 | TKO     | 鈴木鹿平(E＆Jカシアス)                     | 日本 |                                        |
| 9            | 2013年2月27日  | ★    | 5R 1:54 | TKO     | 片桐秋彦(川崎新田)                         | 日本 |                                        |
| 10           | 2013年7月19日  | ★    | 8R      | 判定0-3 | 伊藤雅雪（伴流）                           | 日本 |                                        |
| 11           | 2013年12月7日  | ☆    | 8R 1:26 | KO      | 菊地永太（真正）                           | 日本 |                                        |
| 12           | 2014年4月9日   | ☆    | 6R 0:40 | TKO     | 高野誠三（真正）                           | 日本 |                                        |
| 13           | 2014年8月11日  | ★    | 8R      | 判定0-3 | 久永志則（角海老宝石）                     | 日本 |                                        |
| 14           | 2015年2月18日  | ☆    | 8R 1:02 | TKO     | 堀池雄大（帝拳）                           | 日本 |                                        |
| 15           | 2015年9月30日  | ★    | 10R     | 判定0-3 | 小國以載（角海老宝石）                     | 日本 | 日本スーパーバンタム級タイトルマッチ   |
| 16           | 2016年3月17日  | ☆    | 5R 0:36 | TKO     | 玉川裕大（渡嘉敷）                         | 日本 |                                        |
| 17           | 2016年8月7日   | ☆    | 8R      | 判定3-0 | 加治木了太（大鵬）                         | 日本 |                                        |
| 18           | 2017年2月28日  | ☆    | 2R 2:16 | TKO     | エークサクダー・モークルンテープトンブリー | タイ |                                        |
| 19           | 2017年10月21日 | ☆    | 8R      | 判定3-0 | 岩井大（三迫）                             | 日本 | A級トーナメント決勝戦                  |
| 20           | 2018年4月7日   | ☆    | 7R 1:12 | TKO     | 大橋健典（角海老宝石）                     | 日本 | 日本フェザー級タイトルマッチ           |
| 21           | 2018年8月9日   | ☆    | 9R 2:24 | TKO     | 大坪タツヤ（T&T）                          | 日本 | 日本王座防衛1                          |
| 22           | 2019年5月1日   | △    | 10R     | 判定1-1 | 阿部麗也（KG大和）                         | 日本 | 日本王座防衛2                          |
| 23           | 2019年10月30日 | ★    | 8R      | 判定0-3 | 渡邉卓也（青木）                           | 日本 | 日本スーパーフェザー級王座挑戦者決定戦 |
| 24           | 2020年10月8日  | ★    | 8R      | 判定0-3 | 中川兼玄（三迫）                           | 日本 |                                        |
| 25           | 2021年12月2日  | ☆    | 8R      | 判定2-1 | 草野 慎悟（三迫）                          | 日本 |                                        |
| テンプレート |                |      |         |         |                                            |      |                                        |